# 2007年の日本競馬
2007年の日本競馬（2007ねんのにほんけいば）では、2007年（平成19年）の日本競馬界についてまとめる。
2006年の日本競馬 - 2007年の日本競馬 - 2008年の日本競馬

## できごと

### 1月 - 3月
- 1月1日 - 日本が国際セリ名簿基準委員会 (ICSC) によるパート2国からパート1国へ昇格。
- 3月28日 - 日本中央競馬会 (JRA) およびダート競走格付け委員会は国際格付けのない重賞の格付けをGI,GII,GIIIからJpnI,JpnII,JpnIIIに変更する旨を発表（同年1月1日に遡及して適用）。
- 3月30日 - 南関東地方競馬は格付けをG1,G2,G3からS1,S2,S3に変更、ダートグレード競走については今後南関東独自の格付けを行わない旨を発表。同年4月1日より適用。
- 3月31日 - 中央競馬所属のアドマイヤムーンがドバイデューティーフリーで優勝。

### 4月 - 6月
- 4月21日 - JRA東京競馬場新スタンド『フジビュースタンド』完成によりグランドオープン。全長380メートル、延床面積約17万平方メートルは世界最大級の規模。
- 4月22日 - 東京競馬場のグランドオープンを記念して、最終レース終了後に騎手OB9名による「第1回ジョッキーマスターズ」が行われ、調教師の河内洋が優勝。
- 5月6日 - 第12回NHKマイルカップ 1着に17番人気ピンクカメオ、3着に18番人気ムラマサノヨートーが入り、3連単973万9870円、3連複122万1770円、ワイド5万8890円はそれぞれJRAの重賞競走で史上最高配当となる大波乱。
- 5月11日 - JRAはこの日、大庭和弥が4日に美浦トレセン内の調整ルーム入りが虚偽の事前報告により遅れたことについて、同騎手に対し5月12日および13日の両日、騎乗停止処分を科した。
- 5月20日 - 中央競馬所属のシャドウゲイトがシンガポール航空インターナショナルカップで優勝。
- 5月27日 - 第74回東京優駿（日本ダービー）を18頭中唯一の牝馬であるウオッカが制す。牝馬のダービー制覇は史上3頭目で、1943年のクリフジ以来64年ぶり。
- 6月16日 - 岩手競馬の場外発売施設「テレトラック種市」でJRAの馬券を発売開始。発売する競走は各場のメイン競走および重賞競走の前日発売のみ。
- 6月24日 - 第1回函館競馬第4日第12競走で、塚田祥雄騎乗の馬が前の馬に接触し転倒。その際、塚田が頭部を強打し、意識不明の状態で函館市内の病院に緊急搬送されるアクシデントがあった。検査の結果、脳挫傷と判明し緊急手術を受けた。

### 7月 - 9月
- 7月3日 - 中央競馬の馬主登録審査委員会において、北海道日高町に本拠を置く「ダーレー・ジャパン・ファーム」について賛成多数で認可。同ファームは昨年も同様の申請を出していたが却下されていた。その後JRA審査会が開催され正式に認可された。
- 7月6日 - コイウタ事件。ヴィクトリアマイルの格付けを巡ってJRAとハリウッドパーク競馬場との間で齟齬があり、出走当日の朝に急遽負担重量が変更になった。
- 7月14日 - この日開催を予定されていたJRAの第2回小倉競馬第1日と地方競馬の荒尾競馬は台風4号の影響により取りやめとなった。代替競馬は小倉競馬は16日、荒尾競馬は17日にそれぞれ行われた。
- 7月21日 - 第2回小倉競馬第3日第12競走で武豊が1着となり通算2944勝を達成。これまで岡部幸雄が記録していた2943勝を上回り中央競馬の史上最多勝騎手となった。
- 7月24日 - この日開催を予定されていた名古屋競馬は開催中止となった。原因は名古屋競馬場4階にある食堂の水道の蛇口を締め忘れたため、漏れた水が下の3階にある馬券発売システムのコンピューターに入り込み馬券発売が不可能になったため。その後システムは復旧し、翌25日は平常開催され、中止となった24日分は27日に代替開催された。
- 8月8日 - 同年の東京優駿を牝馬で64年ぶりに制したウオッカが、10月7日に仏・ロンシャン競馬場で行われる凱旋門賞への出走を故障のため断念した。同馬を管理する調教師の角居勝彦がJRAを通じて明らかにした。
- 8月11日 - 高知競馬第4競走に出走したヒカルサザンクロスが地方競馬最多出走回数となる251戦目を記録（結果は3着）した。従来の記録は益田競馬に所属していたウズシオタローの250戦。
- 8月15日 - JRAの新理事長に土川健之副理事長が昇格することが決まった。これは高橋政行理事長の任期満了によるもの。JRA生え抜きでの理事長就任はこれが初めて。9月1日付で就任する。
- 8月16日 - JRAの美浦・栗東の両トレーニングセンターで馬インフルエンザが発生したことが明らかになった。
当初は発症頭数が少なかったため8月18日・19日両日に行われる中央競馬は平常開催される予定だったが、その後札幌・函館などの競馬場に入厩している馬にも感染していたことが判明。JRAは17日、競馬開催を急遽中止する処置を取った。この影響は地方競馬にまで波及。16日に旭川競馬場で出走予定だったJRA所属の10頭が競走から除外される事態になったほか、17日には旭川競馬場で1頭が、18日には金沢競馬場で3頭が感染していることが判明。大井競馬、ホッカイドウ競馬、名古屋競馬が開催中止を決めるなど影響が出ている。
- 8月18日 - 仏・ロンシャン競馬場での凱旋門賞への出走を予定していたメイショウサムソンが馬インフルエンザに感染した影響でフランスへの渡航および出走を断念したことを、同馬のを管理調教師である高橋成忠が明らかにした。
- 8月22日 - JRAは馬インフルエンザの影響で開催を中止していた中央競馬を、8月25日・26日両日に新潟・小倉・札幌各競馬場で行われる開催から再開すると発表した。条件として二回のチェックでいずれも陰性と判定された馬のみ出走可能となる。また8月18日に予定していた新潟ジャンプステークスは9月1日に、翌19日に予定していた札幌記念を9月2日に開催することも合わせて発表された。さらにホッカイドウ競馬も8月28日開催分から再開すると発表した。

### 10月 - 12月
- 10月28日 - 第4回東京競馬9日目に開催された第136回天皇賞でメイショウサムソンが優勝し、史上5頭目の春・秋連覇を達成した。
- 11月1日 - JRAはこの日、千葉県白井市の競馬学校について輸入検疫施設の再指定を受けたことを明らかにした。同施設は馬インフルエンザの影響により9月7日に指定が取り消されたため、外国馬の出走に影響が出ていた。
- 11月3日 - 第5回京都競馬第1日第1競走（2歳未勝利戦）で、武豊が1着となりJRA史上初となる通算3000勝を達成した。
- 11月11日 - 第5回京都競馬第4日第11競走（第32回エリザベス女王杯）で、勝馬投票券単勝式一番人気であったウオッカがレース当日の朝に右寛跛行により出走を取り消した。これにより、同馬絡みの勝馬投票券の売り上げ15億円は返還となった。
- 11月19日 - JRAは父内国産馬限定競走および市場取引馬限定競走を本年限りで廃止すると発表。
- 11月28日 - 本年7月に中央競馬の馬主登録が認可された「ダーレー・ジャパン・ファーム」がわずか4か月で馬主登録を抹消する手続きに入ったことが判明。同ファームは11月25日のジャパンカップを制したアドマイヤムーンを所有していた。
- 12月23日 - 第5回中山競馬8日目第9競走として開催された第52回有馬記念で、9番人気のマツリダゴッホが優勝した。なお、このレースの馬番連勝単式馬券および三連勝単式馬券の配当は有馬記念史上最高配当を記録した。
- 12月29日 - 大井競馬場で行われた第53回東京大賞典は1レースの売り上げで25億20万7900円を記録し、5年前（2002年）の同レースでの24億3706万2000円を上回り地方競馬史上最高記録を更新した。

## 競走成績

### 中央競馬・平地GI,JpnI
| 競走名                                 | 競走名                                 | 優勝馬             | 性齢 | 騎手                           | 調教師                         | 所属    |
| 月日                                   | 競馬場                                 | 優勝馬             | 性齢 | 馬主                           | 馬主                           | タイム  |
| -------------------------------------- | -------------------------------------- | ------------------ | ---- | ------------------------------ | ------------------------------ | ------- |
| 第24回フェブラリーステークス           | 第24回フェブラリーステークス           | サンライズバッカス | 牡5  | 安藤勝己                       | 音無秀孝                       | JRA栗東 |
| 2月18日                                | 東京競馬場                             | サンライズバッカス | 牡5  | 松岡隆雄                       | 松岡隆雄                       | 1:34.8  |
| 第37回高松宮記念                       | 第37回高松宮記念                       | スズカフェニックス | 牡5  | 武豊                           | 橋田満                         | JRA栗東 |
| 3月25日                                | 中京競馬場                             | スズカフェニックス | 牡5  | 永井啓弐                       | 永井啓弐                       | 1:08.9  |
| 第67回桜花賞                           | 第67回桜花賞                           | ダイワスカーレット | 牝3  | 安藤勝己                       | 松田国英                       | JRA栗東 |
| 4月8日                                 | 阪神競馬場                             | ダイワスカーレット | 牝3  | 大城敬三                       | 大城敬三                       | 1:33.7  |
| 第67回皐月賞                           | 第67回皐月賞                           | ヴィクトリー       | 牡3  | 田中勝春                       | 音無秀孝                       | JRA栗東 |
| 4月15日                                | 中山競馬場                             | ヴィクトリー       | 牡3  | 近藤英子                       | 近藤英子                       | 1:59.9  |
| 第135回天皇賞（春）                    | 第135回天皇賞（春）                    | メイショウサムソン | 牡4  | 石橋守                         | 高橋成忠                       | JRA栗東 |
| 4月29日                                | 京都競馬場                             | メイショウサムソン | 牡4  | 松本好雄                       | 松本好雄                       | 3:14.1  |
| 第12回NHKマイルカップ                  | 第12回NHKマイルカップ                  | ピンクカメオ       | 牝3  | 内田博幸                       | 国枝栄                         | JRA美浦 |
| 5月6日                                 | 東京競馬場                             | ピンクカメオ       | 牝3  | 金子真人ホールディングス（株） | 金子真人ホールディングス（株） | 1:34.3  |
| 第2回ヴィクトリアマイル                | 第2回ヴィクトリアマイル                | コイウタ           | 牝4  | 松岡正海                       | 奥平雅士                       | JRA美浦 |
| 5月13日                                | 東京競馬場                             | コイウタ           | 牝4  | 前川企画・吉田照哉             | 前川企画・吉田照哉             | 1:32.5  |
| 第68回優駿牝馬（オークス）             | 第68回優駿牝馬（オークス）             | ローブデコルテ     | 牝3  | 福永祐一                       | 松元茂樹                       | JRA栗東 |
| 5月20日                                | 東京競馬場                             | ローブデコルテ     | 牝3  | 前田幸治                       | 前田幸治                       | 2:25.3  |
| 第74回東京優駿（日本ダービー）         | 第74回東京優駿（日本ダービー）         | ウオッカ           | 牝3  | 四位洋文                       | 角居勝彦                       | JRA栗東 |
| 5月27日                                | 東京競馬場                             | ウオッカ           | 牝3  | 谷水雄三                       | 谷水雄三                       | 2:24.5  |
| 第57回安田記念                         | 第57回安田記念                         | ダイワメジャー     | 牡6  | 安藤勝己                       | 上原博之                       | JRA美浦 |
| 6月3日                                 | 東京競馬場                             | ダイワメジャー     | 牡6  | 大城敬三                       | 大城敬三                       | 1:32.3  |
| 第48回宝塚記念                         | 第48回宝塚記念                         | アドマイヤムーン   | 牡4  | 岩田康誠                       | 松田博資                       | JRA栗東 |
| 6月24日                                | 阪神競馬場                             | アドマイヤムーン   | 牡4  | 近藤利一・吉田勝己             | 近藤利一・吉田勝己             | 2:12.4  |
| 第41回スプリンターズステークス         | 第41回スプリンターズステークス         | アストンマーチャン | 牝3  | 中舘英二                       | 石坂正                         | JRA栗東 |
| 9月30日                                | 中山競馬場                             | アストンマーチャン | 牝3  | 戸佐眞弓                       | 戸佐眞弓                       | 1:09.4  |
| 第12回秋華賞                           | 第12回秋華賞                           | ダイワスカーレット | 牝3  | 安藤勝己                       | 松田国英                       | JRA栗東 |
| 10月14日                               | 京都競馬場                             | ダイワスカーレット | 牝3  | 大城敬三                       | 大城敬三                       | 1:59.1  |
| 第68回菊花賞                           | 第68回菊花賞                           | アサクサキングス   | 牡3  | 四位洋文                       | 大久保龍志                     | JRA栗東 |
| 10月21日                               | 京都競馬場                             | アサクサキングス   | 牡3  | 田原慶子                       | 田原慶子                       | 3:05.1  |
| 第136回天皇賞（秋）                    | 第136回天皇賞（秋）                    | メイショウサムソン | 牡4  | 武豊                           | 高橋成忠                       | JRA栗東 |
| 10月28日                               | 東京競馬場                             | メイショウサムソン | 牡4  | 松本好雄                       | 松本好雄                       | 1:58.4  |
| 第32回エリザベス女王杯                 | 第32回エリザベス女王杯                 | ダイワスカーレット | 牝3  | 安藤勝己                       | 松田国英                       | JRA栗東 |
| 11月11日                               | 京都競馬場                             | ダイワスカーレット | 牝3  | 大城敬三                       | 大城敬三                       | 2:11.9  |
| 第24回マイルチャンピオンシップ         | 第24回マイルチャンピオンシップ         | ダイワメジャー     | 牡6  | 安藤勝己                       | 上原博之                       | JRA美浦 |
| 11月18日                               | 京都競馬場                             | ダイワメジャー     | 牡6  | 大城敬三                       | 大城敬三                       | 1:32.7  |
| 第8回ジャパンカップダート              | 第8回ジャパンカップダート              | ヴァーミリアン     | 牡5  | 武豊                           | 石坂正                         | JRA栗東 |
| 11月24日                               | 東京競馬場                             | ヴァーミリアン     | 牡5  | （有）サンデーレーシング       | （有）サンデーレーシング       | 2:06.7  |
| 第27回ジャパンカップ                   | 第27回ジャパンカップ                   | アドマイヤムーン   | 牡4  | 岩田康誠                       | 松田博資                       | JRA栗東 |
| 11月25日                               | 東京競馬場                             | アドマイヤムーン   | 牡4  | ダーレー・ジャパン・ファーム   | ダーレー・ジャパン・ファーム   | 2:24.7  |
| 第59回阪神ジュベナイルフィリーズ       | 第59回阪神ジュベナイルフィリーズ       | トールポピー       | 牝2  | 池添謙一                       | 角居勝彦                       | JRA栗東 |
| 12月2日                                | 阪神競馬場                             | トールポピー       | 牝2  | キャロットファーム             | キャロットファーム             | 1:33.8  |
| 第59回朝日杯フューチュリティステークス | 第59回朝日杯フューチュリティステークス | ゴスホークケン     | 牡2  | 勝浦正樹                       | 斎藤誠                         | JRA美浦 |
| 12月9日                                | 中山競馬場                             | ゴスホークケン     | 牡2  | 藤田与志男                     | 藤田与志男                     | 1:33.5  |
| 第52回有馬記念                         | 第52回有馬記念                         | マツリダゴッホ     | 牡4  | 蛯名正義                       | 国枝栄                         | JRA美浦 |
| 12月23日                               | 中山競馬場                             | マツリダゴッホ     | 牡4  | 高橋文枝                       | 高橋文枝                       | 2:33.6  |

### ダートグレード競走（地方競馬開催分）
注：ダートグレード競走として予定されていたダービーグランプリはダートグレードの扱いを取りやめ9月17日に施行された。
- 第56回川崎記念（川崎競馬場・1月31日）優勝：ヴァーミリアン（牡5、騎手：クリストフ・ルメール、調教師：石坂正（JRA栗東）、タイム：2:12.9）
- 第19回かしわ記念（船橋競馬場・5月2日）優勝：ブルーコンコルド（牡7、騎手：幸英明、調教師：服部利之（JRA栗東）、タイム：1:37.4）
- 第30回帝王賞（大井競馬場・6月27日）優勝：ボンネビルレコード（牡5、騎手：的場文男、調教師：堀井雅廣（JRA美浦）、タイム：2:04.3）
- 第9回ジャパンダートダービー（大井競馬場・7月11日）優勝：フリオーソ（牡3、騎手：今野忠成、調教師：川島正行（船橋）、タイム2:02.9）
- 第20回マイルチャンピオンシップ南部杯（盛岡競馬場・10月8日）優勝：ブルーコンコルド（牡7、騎手：幸英明、調教師：服部利之（JRA栗東）、タイム：1:36.8）
- 第7回JBCスプリント（大井競馬場・10月31日）優勝：フジノウェーブ（牡5、騎手：御神本訓史、調教師：高橋三郎（大井）、タイム：1:11.0）
- 第7回JBCクラシック（大井競馬場・10月31日）優勝：ヴァーミリアン（牡5、騎手：武豊、調教師：石坂正（JRA栗東）、タイム：2:04.8）
- 第58回全日本2歳優駿（川崎競馬場・12月19日）優勝：イイデケンシン（牡2、騎手：藤田伸二、調教師：昆貢（JRA栗東）、タイム：1:41.8）
- 第53回東京大賞典（大井競馬場・12月29日）優勝：ヴァーミリアン（牡5、騎手：武豊、調教師：石坂正（JRA栗東）、タイム：2:03.2）

### 中央競馬・障害(JGI)
| 競走名                    | 競走名                    | 競走名                    | 優勝馬             | 性齢 | 騎手               | 調教師                 | 所属           |
| 月日                      | 競馬場                    | コース・距離              | 優勝馬             | 性齢 | 馬主               | 馬主                   | タイム         |
| ------------------------- | ------------------------- | ------------------------- | ------------------ | ---- | ------------------ | ---------------------- | -------------- |
| 第9回中山グランドジャンプ | 第9回中山グランドジャンプ | 第9回中山グランドジャンプ | カラジ             | 騸12 | ブレット・スコット | エリック・マスグローヴ | オーストラリア |
| 4月14日                   | 中山競馬場                | 芝4250m                   | カラジ             | 騸12 | ピアース・モーガン | ピアース・モーガン     | 4:50.4         |
| 第130回中山大障害         | 第130回中山大障害         | 第130回中山大障害         | メルシーエイタイム | 牡5  | 横山義行           | 武宏平                 | JRA栗東        |
| 12月22日                  | 中山競馬場                | 芝4100m                   | メルシーエイタイム | 牡5  | 永井康郎           | 永井康郎               | 4:39.7         |

### アングロアラブ
- 第18回全日本ローゼンホーマ記念（福山競馬場・3月25日）優勝：ユノフォーティーン（牡5、騎手：渡辺博文、調教師：桧山龍二郎、タイム：2:00.8）
- タマツバキ記念第7回アラブ大賞典（福山競馬場・6月10日）優勝：フジノコウザン（牡4、騎手：池田敏樹、調教師：吉井勝宏、タイム：1:56.8）

### ばんえい
- 第39回ばんえい記念（帯広競馬場・3月25日）優勝：トモエパワー（牡7、騎手：坂本東一、調教師：松井浩文、タイム：4:50.6）

### 騎手招待競走
- 第5回佐々木竹見カップ ジョッキーズグランプリ（川崎競馬場・1月30日）優勝：武豊（JRA栗東）

## 表彰

### JRA賞
- 年度代表馬・最優秀4歳以上牡馬 アドマイヤムーン（栗東・松田博資厩舎）
- 最優秀2歳牡馬 ゴスホークケン（美浦・斎藤誠厩舎）
- 最優秀2歳牝馬 トールポピー（栗東・角居勝彦厩舎）
- 最優秀3歳牡馬 アサクサキングス（栗東・大久保龍志厩舎）
- 最優秀3歳牝馬・最優秀父内国産馬 ダイワスカーレット（栗東・松田国英厩舎）
- 最優秀4歳以上牝馬 コイウタ（美浦・奥平雅士厩舎）
- 最優秀短距離馬 ダイワメジャー（美浦・上原博之厩舎）
- 最優秀ダートホース ヴァーミリアン（栗東・石坂正厩舎）
- 最優秀障害馬 メルシーエイタイム（栗東・武宏平厩舎）
- 特別賞 ウオッカ（栗東・角居勝彦厩舎）、メイショウサムソン（栗東・高橋成忠厩舎）

- 最多勝利調教師 藤沢和雄（美浦）
- 最高勝率調教師 藤原英昭（栗東）
- 最多賞金獲得調教師・優秀技術調教師 松田博資（栗東）
- 最多勝利騎手・最多賞金獲得騎手 武豊（栗東）
- 最高勝率騎手 安藤勝己（栗東）
- 最多勝利障害騎手 西谷誠（栗東）
- 最多勝利新人騎手 該当者なし
- 特別模範騎手 該当者なし
- JRA賞馬事文化賞
  - 『野生馬を追う』（木村李花子・著）
  - 『カリスマ装蹄師 西内荘の競馬技術』（城崎哲・著）
- 特別賞 武豊（栗東）

### NARグランプリ
- 年度代表馬・3歳最優秀馬 フリオーソ（船橋・川島正行厩舎）
- 2歳最優秀馬 ディラクエ（北海道・成田春男厩舎）
- 4歳以上最優秀馬・最優秀短距離馬 フジノウェーブ（大井・高橋三郎厩舎）
- 最優秀牝馬 トーセンジョウオー（船橋・川島正行厩舎）
- アラブ最優秀馬 該当馬なし
- ばんえい最優秀馬 トモエパワー（松井浩文厩舎）
- 最優秀ターフ馬 コスモバルク（北海道・田部和則厩舎）
- 特別表彰馬 ヴァーミリアン（JRA栗東・石坂正厩舎）、ミルジョージ（種牡馬）、ワカオライデン（種牡馬）

- 最優秀調教師 川島正行（船橋）
- 最優秀騎手賞 内田博幸（大井）
- 優秀新人騎手賞 西謙一（ばんえい）
- 優秀女性騎手賞 別府真衣（高知）
- ベストフェアプレイ賞 菅原勲（岩手）
- 特別賞 小林俊彦（岩手）、内田博幸（大井）

### ダートグレード競走最優秀馬
- ヴァーミリアン（牡6、JRA栗東・石坂正厩舎）

## 誕生
この年に生まれた競走馬は2010年のクラシック世代となる。

### 競走馬
- 1月22日 - エイシンアポロン[1]
- 1月24日 - キョウエイアシュラ[2]
- 1月26日 - アプリコットフィズ[3]
- 1月27日 - サイレントメロディ[4]
- 1月30日 - アニメイトバイオ[5]、サンテミリオン[6]、シンメイフジ[7]
- 2月5日 - ミッキードリーム[8]
- 2月7日 - タガノエリザベート
- 2月8日 - コスモファントム[9]
- 2月9日 - トーセンファントム[10]、ヒラボクキング[11]
- 2月10日 - アドマイヤロイヤル[12]
- 2月13日 - ハンソデバンド[13]
- 2月14日 - ドリームセーリング[14]
- 2月16日 - トゥザグローリー[15]
- 2月17日 - ダークシャドウ[16]、ミラクルレジェンド[17]
- 2月18日 - コスモファントム[18]
- 2月19日 - セイントメモリー[19]、ネオヴァンドーム[20]
- 2月20日 - バーディバーディ[21]
- 2月22日 - ドリームバレンチノ[22]
- 2月23日 - リリサイド
- 2月25日 - ゲシュタルト[23]
- 3月1日 - アクティビューティ[24]
- 3月2日 - ショウリダバンザイ[25]
- 3月3日 - アドマイヤコスモス[26]、ステラリード[27]、メテオロロジスト[28]
- 3月7日 - マジンプロスパー[29]
- 3月9日 - アロマカフェ[30]、セイコーライコウ[31]、マジェスティバイオ[32]
- 3月11日 - コスモネモシン[33]
- 3月12日 - アリゼオ[34]
- 3月14日 - コスモセンサー[35]
- 3月15日 - トレイルブレイザー[36]
- 3月18日 - マイネテレジア[37]
- 3月19日 - エーシンヴァーゴウ[38]、ラブミーチャン[39]
- 3月20日 - ビッグウィーク[40]、ペルーサ[41]
- 3月22日 - オノユウ[42]、ダッシャーゴーゴー[43]、マグニフィカ[44]
- 3月25日 - ダイワファルコン[45]
- 3月26日 - タイセイレジェンド[46]
- 3月27日 - エイシンフラッシュ[47]、エーシンホワイティ[48]ロックハンドスター[49]
- 3月31日 - ヴィクトワールピサ[50]、エレーヌ[51]、オウケンサクラ[52]、カレンチャン[53]
- 4月3日 - エーシンウェズン、サウンドバリアー、フラガラッハ[54]
- 4月11日 - アスカクリチャン[55]、クラキンコ[56]、ゴルトブリッツ[57]、ソリタリーキング[58]
- 4月12日 - デンコウオクトパス[59]
- 4月13日 - サンライズプリンス[60]、アースサウンド[61]
- 4月16日 - ナイスミーチュー[62]
- 4月17日 - タガノジンガロ[63]
- 4月19日 - グランドシチー[64]、サラフィナ
- 4月20日 - アパパネ[65]、パドトロワ[66]
- 4月21日 - レディアルバローザ[67]
- 4月27日 - レインボーダリア[68]
- 4月28日 - サンディエゴシチー[69]、ダノンシャンティ[70]、ビッグバン
- 5月3日 - ニホンピロアワーズ[71]
- 5月5日 - ガルボ[72]
- 5月6日 - コスモヘレノス[73]
- 5月7日 - マカニビスティー[74]、スティールパス[75]
- 5月8日 - リディル[76]
- 5月10日 - ローズキングダム[77]
- 5月14日 - コスモメドウ[78]
- 5月15日 - メイショウカンパク[79]、ルーラーシップ[80]
- 5月17日 - エクスペディション[81]
- 5月18日 - クォークスター[82]
- 5月20日 - ヒルノダムール[83]
- 5月23日 - ビートブラック[84]
- 5月24日 - ゴールスキー[85]
- 6月6日 - フェデラリスト[86]
- 6月7日 - ショウリュウムーン[87]

### 人物
- 1月5日 - 森田誠也（騎手）
- 2月20日 - 谷原柚希（騎手）
- 3月1日 - 上里直汰（騎手）
- 3月15日 - 和田陽希（騎手）

## 死去

### 競走馬、繁殖馬
- 1月29日 - アンバーシャダイ
- 1月30日 - ビクトリアクラウン
- 2月17日 - トウカイローマン
- 3月8日 - パークリージェント
- 3月31日 - リーゼングロス
- 4月2日 - ロツキータイガー
- 4月26日 - ダイイチルビー
- 5月1日 - スーパーペガサス
- 5月9日 - キョウエイマーチ
- 5月20日 - トウショウペガサス
- 5月31日 - ムーヴオブサンデー
- 6月2日 - マーベラスクラウン
- 6月12日 - コマンダーインチーフ
- 6月12日 - フレッシュボイス
- 6月14日 - サンドピアリス
- 7月1日 - ロングハヤブサ
- 7月 - シンコウフォレスト
- 8月2日 - スティルインラブ
- 8月10日 - ウズシオタロー
- 8月15日 - タムロチェリー
- 9月11日 - ミナガワマンナ
- 9月21日 - ワカオライデン
- 9月26日 - メルシータカオー
- 10月19日 - ミルジョージ
- 11月3日 - ベストグランチャ
- 11月14日 - ニシノチャーミー
- 12月8日 - サクラセンチュリー

### 人物
- 1月4日 - 田原源一郎（冠名「アサクサ」の馬主）
- 1月10日 - 梅崎敏則（興和物産元代表取締役、冠名「ウメノ」の馬主でウメノファイバーなどを所有）[88]
- 3月19日 - 太宰義人（調教師）
- 5月31日 - 道川満彦（元騎手）
- 7月29日 - 高橋直（元調教師）
- 9月26日 - 広瀬伸一（競馬実況アナウンサー）
- 10月5日 - 星川薫（元調教師）
- 10月7日 - 高田久成（テンポイントなどの馬主）
- 11月10日 - 成宮明光（元調教師）
- 11月15日 - 飯田正（ピースオブワールドなどの馬主、千代田牧場会長）[89]
- 12月24日 - 竹田吉孝（金沢競馬場所属騎手）

## 引退

### 競走馬
- 1月12日 - プレシャスカフェ
- 1月12日 - ソングオブウインド
- 2月7日 - マイネソーサリス
- 2月15日 - オペラシチー
- 2月28日 - エアメサイア
- 3月3日 - レマーズガール
- 3月14日 - レクレドール
- 3月15日 - マイネサマンサ
- 3月29日 - シーイズトウショウ
- 5月10日 - ハットトリック
- 5月30日 - シャドウスケイプ
- 5月31日 - キネティクス
- 6月8日 - エイシンチャンプ
- 6月18日 - ローレルアンジュ
- 7月24日 - ロッキーアピール
- 8月17日 - テイエムチュラサン
- 9月9日 - ストロングブラッド
- 9月15日 - ショウナンパントル
- 9月20日 - マイソールサウンド
- 9月21日 - マイネルレコルト
- 10月3日 - メイショウカイドウ
- 10月5日 - ビーナスライン
- 10月10日 - アサクサデンエン
- 10月13日 - ファストタテヤマ
- 10月25日 - エイシンテンダー
- 10月26日 - ニシノチャーミー
- 10月27日 - メイショウボーラー
- 10月28日 - シーキングザベスト
- 11月1日 - シンドバッド
- 11月2日 - ビッグプラネット
- 11月14日 - オレハマッテルゼ
- 11月20日 - ウインクリューガー
- 11月21日 - ローエングリン
- 11月23日 - スイープトウショウ
- 11月29日 - サウンドザビーチ
- 12月4日 - アドマイヤムーン
- 12月5日 - ホオキパウェーブ
- 12月6日 - スターキングマン
- 12月13日 - スズノマーチ
- 12月19日 - ロフティーエイム
- 12月21日 - ディアチャンス
- 12月25日 - アズマサンダース
- 12月26日 - テイエムドラゴン
- 12月26日 - フサイチパンドラ
- 12月26日 - ダイワメジャー
- 12月27日 - ダイワパッション

### 人物
- 2月20日 - 村山明（JRA騎手）
- 2月28日 - 伊藤雄二（JRA調教師）
- 2月28日 - 奥平真治（JRA調教師）
- 2月28日 - 鹿戸雄一（JRA騎手）
- 2月28日 - 鹿戸幸治（JRA調教師）
- 2月28日 - 瀬戸口勉（JRA調教師）
- 2月28日 - 常石勝義（JRA騎手）
- 2月28日 - 古川平（JRA調教師）
- 2月28日 - 本田優（JRA騎手）
- 2月28日 - 松永勇（JRA調教師）
- 2月28日 - 山本正司（JRA調教師）
- 2月28日 - 湯浅三郎（JRA調教師）
- 3月31日 - 田中亮（JRA騎手）
- 6月30日 - 小池隆生（JRA騎手）
- 6月30日 - 高橋康之（JRA騎手）
- 7月20日 - 安藤正敏（JRA調教師）
- 7月20日 - 服部剛史（JRA騎手）
- 10月28日 - 浅沼傑（佐賀県競馬組合騎手）
- 10月30日 - 佐藤祐樹（千葉県競馬組合騎手）
- 11月26日 - 齋藤博樹（ホッカイドウ競馬騎手）
- 12月6日 - 宮原義典（兵庫県競馬組合騎手）
- 12月6日 - 手嶋英治（兵庫県競馬組合調教師）
- 12月17日 - 中村裕司（ホッカイドウ競馬騎手）
- 12月31日 - 沢昭典（JRA騎手）

### 繁殖馬
- アマジックマン
- アーサーズフェイム
- イブンベイ
- サニーブライアン
- ダイワテキサス
- ブライアンズロマン
- マイネルマックス
- メジロライアン
- ヤシマソブリン
- ロイヤルスズカ

## 新種牡馬
内国産馬
- アグネスゴールド
- アグネスフライト
- アッミラーレ
- ウインマーベラス
- エアエミネム
- カネトシガバナー
- ゴールドアリュール
- ゴールドヘイロー
- ショウナンカンプ
- スカイアンドリュウ
- スマートボーイ
- スリリングサンデー
- ダンシングカラー
- テイエムサンデー
- ドラールアラビアン
- ビーマイナカヤマ
- フサイチゼノン
- ミレニアムバイオ
- ヤマニンセラフィム
- ユーワファルコン
- ラスカルスズカ
- レギュラーメンバー
- ロサード

輸入馬
- アグネスデジタル
- アラムシャー
- エイシンプレストン
- グランデラ
- クリストワイニング
- コロナドズクエスト
- サウスヴィグラス
- シンコウスプレンダ
- シンボリクリスエス
- タイキファイヤー
- トワイニング
- ナイスベンゲル
- ファルブラヴ
- ムーンバラッド
- ワイルドラッシュ